# Karbinți, Vidin
Karbinți (în bulgară Карбинци) este un sat în comuna Dimovo, regiunea Vidin,  Bulgaria. 

## Demografie
Componența etnică a satului Karbinți
     Bulgari (64,36%)
     Romi (32,75%)
     Nicio identificare (2,87%)
     Altele (0%)
La recensământul din 2011, populația satului Karbinți era de 174 locuitori. Din punct de vedere etnic, majoritatea locuitorilor (64,36%) erau bulgari, cu o minoritate de romi (32,75%). Pentru 2,87% din locuitori nu este cunoscută apartenența etnică.